# Караглово
Караглово или Кара Оглу, Кара̀оглу̀; (на гръцки: Καστανάς, Кастанас, до 1926 година Καρά Ογλού, Кара Оглу) е село в Гърция, дем Илиджиево (Халкидона), област Централна Македония с 625 жители (2011).

## География
Доганджиево е разположено в Солунското поле на левия бряг на Вардар на 38 километра северозападно от Солун и на 11 километра североизточно от демовия център Куфалово (Куфалия).

## История

### В Османската империя
В края на XIX век Караглово е турско село в Солунска каза на Османската империя. В 1900 година според Васил Кънчов („Македония. Етнография и статистика“) в Кара Оглу (Караглово) живеят 150 турци и 60 цигани.

### В Гърция
През Балканската война в 1912 година селото е окупирано от гръцки части и остава в Гърция след Междусъюзническата война. Турското му население се изселва и на негово място са настанени гърци бежанци предимно от никомедийското село Кестенапар. В 1926 година името на селото е сменено на Кастанас. В 1928 година Караглово е представено като бежанско село с 56 бежански семейства и 225 жители бежанци. В малка част жителите на селото са каракачани и тракийци.
В 2001 година селото има 901 жители, а в 2011 - 625.
Църквата е посветена на Свети Георги. В селото се организира фестивал на динята.